# 熱血高校躲避球部～強敵！鬥球戰士之卷～
《熱血高校躲避球部～強敵！鬥球戰士之卷～》（又译作）是一款由Technōs Japan開發和發行的躲避球体育类游戏，屬於《热血高校躲避球部》游戏的第三作，也是掌機平台的首作。本遊戲于1991年11月8日在日本地区Game Boy发行。
本遊戲在玩法方面與前兩作大致相同，但故事內容、對手和背景音樂是原創的，講述國夫率領的熱血高校隊與藤堂派出的躲避球軍團展開對決。